# Qiddush haLevanah
Il Qiddush haLevanah (ebr קידוש לבנה, in lingua italiana, lett: Santificazione della luna) o Birkhat haLevanah (ebr ברכת הלבנה, Benedizione della luna) viene considerata preghiera ebraica a Dio per la Sua opera della Creazione, in particolare, in questo caso appunto, per la creazione e l'esistenza della luna.
Si effettua ogni volta che si apre un nuovo mese del calendario ebraico, durante la luna crescente, per benedirne l'inizio.

## Ordine
- Salmo 19[1] che afferma il Governo divino sui Mondo Superiore e Mondo Inferiore di Dio, Creatore del Mondo che sempre provvede.
- Salmo 148.1-6[2] che attesta la glorificazione di Dio nel Creato appunto, secondo le leggi di Dio sulla Natura e su ogni "cosa" che ne riconosca la lode. Riferimento anche agli angeli.
- Salmi 8.4[3] e 8.2[4]: riferimento all'atto creativo di Dio, Colui che ha formato la luna e le stelle..., ed al Suo Nome eccelso.

### Prima Berakhah

#### Brano successivo
- "Sia di buon augurio per noi e per tutto Israel" (3 volte)

### Seconda Berakhah

#### Brani successivi
- "David, re d'Israel è vivo e stabile" (3 volte)
- 'Amen, Amen, Amen. Per sempre, per sempre, per sempre. Selah, selah, selah. In eterno, in eterno, in eterno."
- Si ripete 7 volte il Passuk Lev tahor: vedi Libro dei Salmi 51:11-12.

### Brani conclusivi
- Salmi 121[5] e 150[6]
- Qaddish, se possibile.
- Infine:

## Halakhah
- Questa Benedizione può essere recitata sino al 15 di ogni mese del Calendario ebraico.
- Preferibile compierla dopo lo Shabbat (cfr anche Yom Kippur).
- Preferibile anche che la luna sia visibile per guardarla durante questa preghiera.